# 伍德伯里 (伊利諾伊州)
伍德伯里（英語：Woodbury）是位於美國伊利諾伊州坎伯蘭縣的一個非建制地區。該地的面積和人口皆未知。

## 地理
伍德伯里的座標為39°11′45″N 88°18′11″W / 39.19583°N 88.30306°W，而該地的平均海拔高度為181米（即594英尺）。